# Ingrid Sandahl
Ingrid Clara Charlotta Sandahl (ur. 5 listopada 1924 w Sztokholmie, zm. 15 listopada 2011 w Örebro) – szwedzka gimnastyczka. Złota medalistka olimpijska z Helsinek.
Zawody w 1952 były jej drugimi igrzyskami olimpijskimi, debiutowała cztery lata wcześniej. Wspólnie z koleżankami zajęła czwarte miejsce w wieloboju drużynowym. W 1950, także w drużynie, została mistrzynią świata.